# Roberto Gómez Junco
Roberto Luis Gómez Junco Livas (Monterrey, Nuevo León, 12 de marzo de 1956) es un exfutbolista y periodista mexicano que jugó como mediocampista. Actualmente es comentarista en la cadena deportiva ESPN.

## Carrera Deportiva
Debutó con el Atlético Español en la Temporada 1975-1976, permaneció en este equipo hasta la Temporada 1976-1977, en donde disputaron la Liguilla bajo la dirección técnica de José Antonio Roca. En Primera División jugó 342 partidos, acumulando 23,630 minutos jugados y 42 goles anotados. Fue seleccionado nacional en 1980. Fue campeón con los Tigres de la UANL en la temporada 1977-78, convirtiéndose en el primer regiomontano campeón en la historia de la liga. Subcampeón con los Tigres en 1979-80 y con el CD Guadalajara en las temporadas 1982-83 y 1983-84.

## Clubes
- Atlético Español (1975-1977)
- Tigres de la UANL (1977-1980)
- Club de Fútbol Monterrey (1980-1982)
- Club Deportivo Guadalajara (1982-1984)
- Deportivo Toluca (1984-1985)
- Tigres de la UANL (1986-1988)

## Medios de Comunicación
Roberto Gómez Junco, después de su retiro, inició su carrera como comentarista deportivo.
Su primera incursión como comentarista fue en la cadena de propiedad estatal Imevisión, en el equipo de Deportes de dicha televisora, ese equipo era liderado por José Ramón Fernández. Al pasar a propiedad privada y cambiar de nombre a Televisión Azteca continuó en el equipo de deportes hasta el 2004; participó en todas las transmisiones de los Mundiales de Fútbol hasta Corea-Japón 2002 y parte del elenco del programa Estelar Los Protagonistas, programa líder en estos eventos y DeporTV emisión dominical de deportes.
A su salida de TV Azteca, en febrero del 2007, es contratado por Televisa para formar parte del equipo de deportes, esta decisión causa críticas entre sus admiradores; en esta televisora participa en todas las transmisiones de los partidos de la Liga Mexicana y el mundial Sudáfrica 2010; también participa en el elenco del programa estelar La Jugada. En agosto de 2012, anunció su salida de Televisa después de cinco años de trabajar en la empresa. En septiembre se anuncia que Roberto se incorpora al equipo de comentaristas de Fútbol de ESPN, en donde se reencuentra con José Ramón Fernández. Es parte del programa estelar Futbol Picante en su emisión dominical, y colabora en las mesas de Los Capitanes y ESPN Radio Fórmula. Participa en el análisis de transmisiones de partidos de Fútbol de la UEFA Champions League y la Liga MX.
Desde enero de 1989, es columnista para el diario El Norte de Nuevo León. Con el surgimiento de Reforma, en Ciudad de México y Mural, en Jalisco, Grupo Reforma reproduce sus columnas en la sección «Cancha» de los tres diarios. 

## Otros trabajos
En octubre del 2017, debutó como escritor publicando su primera obra literaria, El Ilustre Pigmeo, una novela de literatura y fútbol que habla de la vida y obra de su bisabuelo, el poeta Celedonio Junco de la Vega, intercalando reflexiones y conceptos del fútbol.
En junio de 2018, presenta Méjico Esdrúxulo, un extenso poema endecasílabo a través del cual recorre la historia de México.
En octubre del 2018, Roberto Gómez Junco publica de la mano de Kuna Ediciones, su segunda obra literaria, Los Crimencitos Impunes. Una novela futbolera-policíaca que cuenta la historia de seis futbolistas unidos por su amistad, sus afanes de triunfar como jugadores y por varios asesinatos que se producen cerca de ellos.